# قطعنامه ۱۳۳۱ شورای امنیت
قطعنامه  ۱۳۳۱ شورای امنیت سازمان ملل متحد که در تاریخ ۱۳ دسامبر ۲۰۰۰ تصویب شد، سندی بین‌المللی دربارهٔ بررسی وضعیت در قبرس است. این قطعنامه طی نشست ۴۲۴۶ام با ۱۵ رای موافق، ۰ مخالف و ۰ ممتنع تصویب شد.